# Протистояння під Старицею
Протистояння під Старицею відбувалося у 1581 році між військами Республіки Обох Народів та Московського царства. Протистояння стало частиною Останнього періоду Лівонської війни, що розпочався 1578 року.

## Історія бою
З прибуттям короля Стефана Баторія до табору, рада зупинилася на тому, щоби усією потугою здобувати Псков. Отож аби ворога відволікти в інший бік, наказано Радзивіллу та Філону Кміті вирушити до  Білої, а попутно спустошувати довкілля і стомлювати війська для запобігання відсічі. Кміта негайно вирушивши з Великих Лук з 2000 вершників та хоругвою татар, якою керував Михайло Гарабурда, у восьми милях за Торопцем зупинився, чекаючи прибуття Разивілла. Цей якраз вийшовши з Вітебська, поспішав велізьким шляхом до вказаного місця і обидва підрозділи, налічуючи до 7000 озброєних, зустрілися над рікою Межа під Покровським монастирем. Тим часом цар, перебуваючи звідтіля недалеко у  Стариці, і не маючи жодної звістки про наближення до тієї сторони Кміти та Радзивілла, послав князів Михайла Васильовича Ноздроватого та Петра Івановича Борятинського з 3000 людей поскубти у великолукській, усвятскій, велізькій землях тих мешканців, які заприсяглися у вірності Стефану Баторію. Як тільки Кміті та Радзивіллу це повідомили, миттю відмовившись від Білої, вирішили цей напад скасувати та захистити від знищення нових королівських підданих. 
Радзивілл, випитавши у схоплених шпигунів, що Ноздроватий та Борятинський розташувались табором за чотири милі, дав наказ  Богдану Огинському, аби з 700 вершниками добрався до них і повертався з докладною звісткою про все. Передня охорона цього підрозділу у складі 200 кінноти, не чекаючи наказу, жваво напала на ворога, який доступ до табору, вибраного посеред багновиць, обладнав пастками на мостах та урочищах. Вже, либонь не без втрат, зігнали його з трьох становищ, коли під четвертим такий сильний опір зустріли, що за мить їм загрожувала найбільша небезпека. Мусили би поплатитися кров'ю за свою необережність, якби Спитек Йордан зі своєю хоругвою не над'їхав і не переламав битву на користь своїх. 
Супротивники перелякались; переслідування не могло бути доречним через стомлених коней, тим не менше до ста людей вбито та кілька схоплено. Полонені розповіли про п'ятнадцятитисячне військо, яке стояло під Ржевом. Радзивілл з Кмітою порадившись надумали, аби удача сприяла, рушити вглиб краю. Отож свої сили розподілили на три загони: ліве крило займає козацька піхота, праве — довірено Галабурді з литовськими татарами, серединою йдуть Кміта з Радзивілом та всі польські підрозділи, які мали з собою; возів у цей похід не брали, прихопили тільки легкі польові гармати. 
В такому порядку середина війська за один день проходить кілька миль, наступного — зазвичай відпочиває, аби дати час на долучення татар та козаків, які за світловий день плюндрують від семи до восьми миль прилеглого довкілля, і які суворо застережені, аби якщо не в ніч того ж самого дня, тоді принаймні на світанку наступного повертались до головного коша. Як тільки ближче підійшли до Ржева почав з'являтися ворог, із засідок на литвинів нападав, які зберігаючи належну обачність, ніде не дали себе заскочити зненацька; якраз битви поважно уникав. Бачачи це, Кміта та Радзівілл рушили просто на Старицю, де на той час перебував цар. 
За чотири милі від того міста знову стали над Волгою, розуміючи, що ворог зваблює на бій; але коли сплинули п'ять днів у бездіяльності, на той час Радзівілл припускаючи, що розбудивши жагу помсти виманить ворога в поле, послав козаків за річку, аби розлого вчинили грабежі та пожежі. Спустошення було жахливе, аж до півтори милі все запалало у полум'ї під Старицею. З вікон свого помешкання цар разом з Поссевіним міг бачити палаючі села та міста нещасних підданих, а проте не дав наказу відбити нападників; побоюючись більшого нещастя, виславши зі Стариці дружину та дітей, подумував і вже сам на готових човнах відпливати. Кміта, приписуючи бездіяльність царських військ паніці, піймав зухвалу думку: форсувати Волгу, потрапити в Старицю і схопити самого царя. 
Радзивілл, зважаючи на невелику жменьку своїх у порівнянні з ворожими силами, які перебувають поблизу, не зміг погодитися на захід, наслідок якого був таким сумнівним, а невдача — такою згубною. У такій ухвалі його переконав Данило Мурза, щойно навернений у віру татарин, царський постільничий, який опівночі втік до табору литвинів, і про все, що відбувається в палаці, дав йому достатнє пояснення. Іван Васильович мав при собі 3000 відбірних солдатів, під Ржевом, як вже сказано, 15000 війська, у Новгороді стояв Юрій Галіцин з 40000 людей, отож було би не пробаченим зухвальством наражатися на очевидне знищення, а проте як тільки намір Кміти поширився поміж військовими, Радзивілла гірко звинувачено, що завадив йому отримати безсмертну славу, бо чого так гаряче прагнули, те вважали за найлегшим для досягнення. Це припущення було таким розповсюдженим, що перебуваючи на той час у таборі під Псковом італієць Симон Дженга, пишучи листа до свого друга Велізара Вінти, секретаря  великого княжича  тосканського, не вгаває повторювати: «якби троцький каштелян розділив хоробрість смоленського воєводи, і річку б перепливли, і на карк би йому впали, і скориставшись з терору який запровадив, дістався би в руки, втративши будь-яку тверезість думки». Але навіть розсудливий Гейденштейн не стримується зазначити, що тільки надмірне запевнення словами Данила Мурзи, який зумисне перебільшив царські сили, відвернуло Радзивіла щоб дослухатися Кміти, хоча, якби литвини під Старицею це виконали, їм усміхалася надія назавжди пам'ятного звершення. 
Запевню не спало Гейденштейну на думку, що втікач і зрадник не міг можливостей свого володаря, якого покидав, перебільшити, і тим більше для уподобання тим, до яких прийшов, швидше мусив власною своєю любов'ю підлизуватись, ніж її загнуздати. Як би не було, Радзивілл зупинився на ретельному виконанні королівського наказу, відсічі під Псков не допустив, ворожий край поскуб і забравши своїх людей з-поза Волги, ще коли йому доповіли про недостачу харчів у Торопці, задумав здобуття цієї фортеці. В будь-якому разі, взявшись докладніше до справи, минувши Торопець, рушив на Холм та Стару Руссу, куди менш обережно загналася частина його козаків і перебувала в немалій небезпеці; лиш Радзивілл, надіславши їм допомогу, легко їх визволив й ще привели до коша пійманих одного з князів Оболенських з кількома боярськими синами….